# Woodleigh-Krater
Der Woodleigh-Krater ist ein großer Krater, der durch den Einschlag eines Meteoriten im australischen Western Australia im Zentrum der Woodleigh Station östlich der Shark Bay in Western Australia entstand. Der Krater liegt im geologischen Carnarvonbecken, einem Sedimentbecken.
Es gibt mehr als zwei Dutzend Einschlagkrater in Australien, die größten sind der Woodleigh-, Acraman- und Tookoonooka-Krater.

## Entdeckung
Ein Team von Wissenschaftlern der Geological Survey of Western Australia und der Australian National University unter der Leitung von Arthur J. Mory gab den Einschlagkrater am 15. April 2000 in den Earth and Planetary Science Letters bekannt.
Der Krater ist an der Oberfläche nicht erkennbar, da er von einer 100 Meter mächtigen Schicht von Sedimenten aus dem Jura und Kreide überlagert wird, daher ist seine Größe nicht genau bestimmbar. Das Entdeckerteam glaubt, dass der Durchmesser des Kraters etwa 120 Kilometer beträgt, während andere annehmen, dass der Durchmesser viel kleiner ist. Eine Studie geht von einem Durchmesser kleiner als 60 Kilometern aus. Die größere Schätzung – falls sie korrekt ist – würde bedeuten, dass der Krater entsprechend der Liste der Krater der viertgrößte Krater auf der Erde wäre, der durch einen Einschlag von einem Asteroiden oder Kometen mit einem Durchmesser von 5 bis 6 Kilometern entstanden ist.
Die zentrale Erhebung im Woodleigh-Krater wurde nach ersten Bohrungen in den 1970er Jahren als eine Erhebung mit einem Durchmesser von 20 Kilometern interpretiert, die Einschlagsstruktur wurde erst 1997 durch Gravitationsuntersuchungen erkannt. 1999 kam es zu einer Untersuchung des Kraterrands. Die dünnen Adern geschmolzenen Glases, Brekzien und die veränderten Quarze, die gefunden wurden, entstanden unter Drücken, die 100.000 mal größer sind als der Luftdruck auf Meereshöhe oder 10 bis 100 mal größer als vulkanische oder Erdbebenaktivitäten. Nur ein großer Einschlag konnte derartige geologische Veränderungen hervorrufen.

## Entstehungszeit des Kraters
Der Woodleigh-Impakt ereignete sich wahrscheinlich im späten Oberdevon vor 364 ± 8 Millionen Jahren. Dieser Zeitpunkt korrespondiert in etwa mit zwei großen Artensterben (Kellwasser- und Hangenberg-Ereignis), denen schätzungsweise mehr als 50 Prozent aller marinen Organismen zum Opfer fielen. Es gibt Hinweise auf weitere Meteoriteneinschläge aus dieser Epoche, sodass zwischen den genannten biologischen Krisen und mehreren Impakt-Ereignissen möglicherweise ein Zusammenhang besteht.